# 알아인몰
알 아인 몰은 아랍에미리트 알아인에 위치한 쇼핑 및 엔터테인먼트 센터이다.

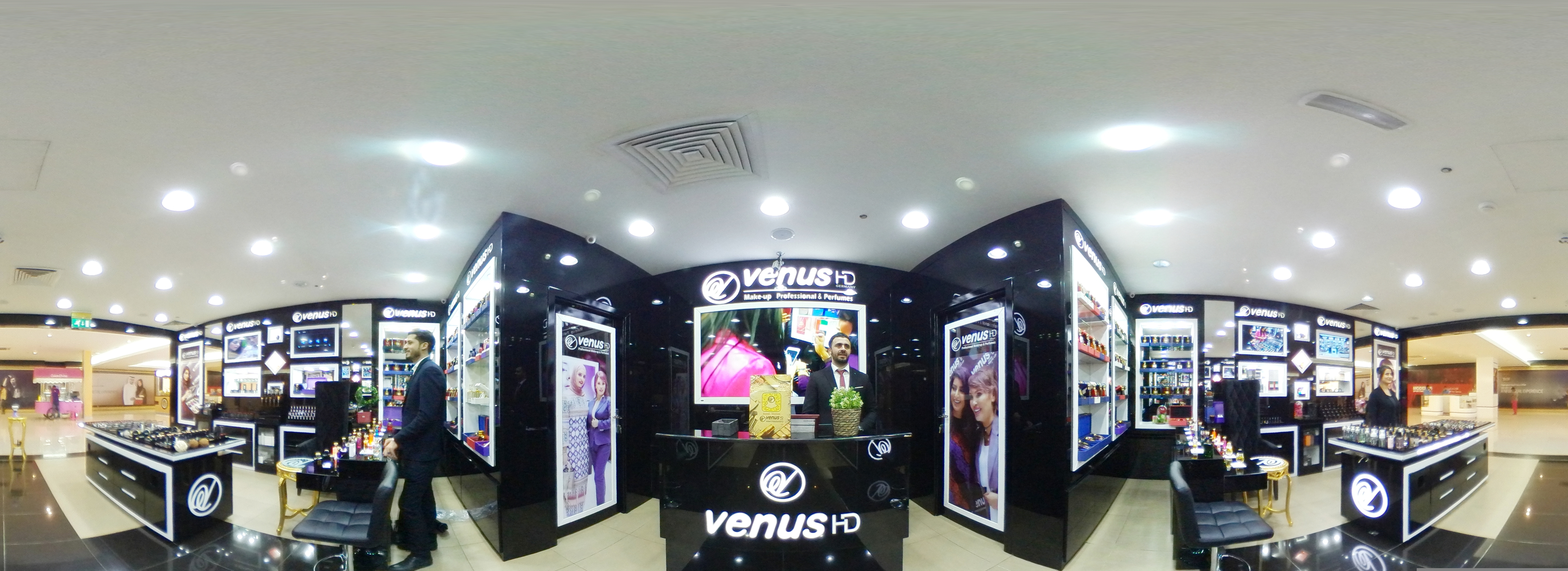
알 아인 몰

이 몰은 2001년 약 100개의 소매점을 갖춘 알아인의 첫 번째 쇼핑몰로 설립되었다. 2011년, 이 몰은 기존 몰에 약 350,000 ft2 (33,000 m2)의 소매 임대 가능 면적 (GLA)을 추가하여 총 1,000,000 ft2 (93,000 m2)의 GLA를 갖춘 지역 몰로 탈바꿈하기 위해 확장되었다. 확장 1단계는 2011년 11월에 완공되어 대중에 공개되었으며, 150개 이상의 소매점과 3,000대 주차 가능한 3층 지하 주차장이 추가되었다.

## 같이 보기
- 알아인 쇼핑몰 목록